# Cryptolestes spartii
Cryptolestes spartii är en skalbaggsart som först beskrevs av Curtis 1834.  Cryptolestes spartii ingår i släktet Cryptolestes, och familjen ritsplattbaggar. Arten är tillfälligt reproducerande i Sverige.

## Bildgalleri

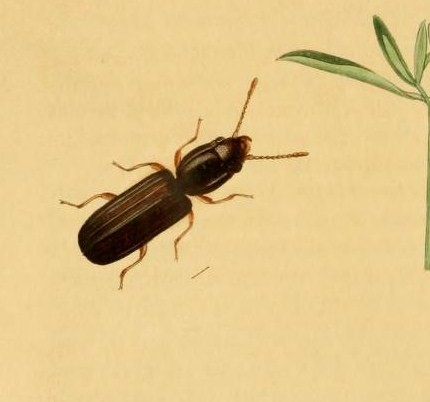